# Одомашнення та очуження
Одомашнення (англ. Domestication, доместикація) та очуження (англ. Foreignization, форенізація/іноземізація) — стратегії перекладу, що стосуються ступеня відповідності тексту цільовій культурі (культурі, що відповідає мові, якою виконується переклад):
- Одомашнення — це стратегія наближення тексту до культури мови перекладу, що може передбачати втрату інформації з вихідного тексту.
- Очуження — це стратегія збереження інформації з вихідного тексту, яка передбачає навмисне порушення конвенцій мови перекладу для збереження його змісту[1]. Ці стратегії обговорювалися в перекладацьких колах протягом сотень років, але першим дослідником, який їх сформулював у сучасному розумінні, був Лоренс Венуті, який ввів їх у сферу перекладознавства в 1995 році у своїй книзі «Невидимість перекладача: Історія перекладу»[1][2], переосмисливши спадщину Фрідріха Шляєрмахера.

## Теорія

### Шляєрмахер
У лекції «Про різні підходи до перекладу» (нім. Über die verschiedenenen Methoden des Übersetzens), прочитаній 24 червня 1813 року на засіданні Королівської академії наук у Берліні, Шляєрмахер протиставляє два типи перекладу:
1. Перший передбачає, що перекладач прагне максимально точно відтворювати оригінальний текст засобами іншої мови, не вдаючись до спрощення, адаптації та інших форм полегшення читацького завдання на шкоду авторському задуму («перекладач дає спокій письменнику і змушує читача рухатися до нього назустріч»).
2. Згідно з другим типом, перекладач «дає спокій читачу, і тоді йти назустріч доводиться письменникові», тобто переклад із цього погляду є зручною для читача версією тексту, у якій складні елементи, пов'язані з мовою, якою створено оригінал, або авторською манерою, затушовуються і нейтралізуються. Шляєрмахер підкреслював, що ці «шляхи абсолютно різні, слідувати можна тільки одним із них, всіляко уникаючи їхнього змішання, інакше результат може виявитися плачевним: письменник і читач можуть взагалі не зустрітися».

### Венуті
У книжці «Скандали перекладу: У напрямку до етики відмінності» (англ. The Scandals of Translation: Towards an Ethics of Difference, 1998) Лоренс Венуті в постмодерністському ключі розглядає питання, якою мірою переклад є інструментом асиміляції та розчинення тексту в мові й культурі країни-реципієнта, а якою — сповіщає про інакшість, чужість тексту. Згідно з Венуті, кожен перекладач має розглядати переклад як процес, що загрожує сильним спотворенням і заломленням норм вихідної мови та культури під потужним впливом конвенцій культури країни-реципієнта. Завдання перекладача — протистояти цьому впливу та намагатися зберегти й передавати норми культури, втілені в оригінальному тексті, дбайливо зберігати їх у перекладі та навмисно позначати більше чи менше очуження перекладу від культури одержувача перекладу.
З погляду Венуті, у традиції перекладу англійською мовою домінує нестримне одомашнення, прагнення звести нанівець усі культурні особливості іншомовних текстів, тенденція до максимальної асиміляції чужих літературних традицій. На думку Венуті, стратегія одомашнення «насильницьки» стирає культурні цінності і, таким чином, створює текст, ніби він був написаний цільовою мовою і відповідає культурним нормам читача. Він рішуче виступає за стратегію очуження, вважаючи її «етнодевіантним тиском на [культурні] цінності [цільової мови], щоб зафіксувати лінгвістичну та культурну відмінність іноземного тексту, відсилаючи читача за кордон». Таким чином, адекватним перекладом буде той, який підкреслюватиме іноземність вихідного тексту і замість того, щоб дозволити панівній цільовій культурі асимілювати відмінності вихідної культури, радше сигналізуватиме про ці відмінності.